# 栗色のマッドレー
『栗色のマッドレー』（くりいろのマッドレー、MadLy）は、1970年のフランスの映画。主演はアラン・ドロン。
フランスでは初公開時、508,452人の観客動員を記録した。

## キャスト
| 役名         | 俳優                     | 日本語吹替 | 日本語吹替   |
| 役名         | 俳優                     | 東京12ch版 | 日本テレビ版 |
| ------------ | ------------------------ | ---------- | ------------ |
| ジュリアン   | アラン・ドロン           | 野沢那智   | 久富惟晴     |
| アガート     | ミレーユ・ダルク         | 武藤礼子   | 真山知子     |
| マッドレー   | ジェーン・ダベンポート   | 渋沢詩子   |              |
| リュシエンヌ | パスカル・ド・ボワッソン | 吉田理保子 |              |
| エヴァ       | バレンチナ・コルテーゼ   | 沢田敏子   |              |
| 若いバイヤー | マリア・シュナイダー     |            |              |

- 東京12ch版：初回放送1973年9月20日『木曜洋画劇場』21:00-22:56
- 日本テレビ版：初回放送1977年1月19日『水曜ロードショー』21:00-22:54

## スタッフ
- 監督：ロジェ・カーヌ
- 製作：アラン・ドロン、ピエール・カロ
- 脚本：パスカル・ジャルダン、ロジェ・カーヌ
- 撮影：ジョルジュ・バルスキー
- 音楽：フランシス・レイ